# Suite orquestal n.º 1 (Chaikovski)
La Suite orquestal n.° 1 en re menor es una suite para orquesta sinfónica, op. 43, escrita por Piotr Ilich Chaikovski entre 1878 y 1879. Se estrenó el 20 de diciembre de 1879 en un concierto de la Sociedad Musical Rusa en Moscú, dirigido por Nikolái Rubinstein. La pieza está dedicada a la patrona de Chaikovski, Nadezhda von Meck.

## Estructura
Algunos críticos han afirmado que, dado que Chaikovski utilizó tipos preclásicos específicos para los movimientos exteriores (Introducción y Fuga y Gavota), su modelo para esta obra fue la suite barroca y no, como le había escrito a von Meck, las suites orquestales de Franz Lachner.
La suite está dividida en seis movimientos:

### I. Introduzione e fuga: Andante sostenuto—Moderato e con anima
Una introducción muy espaciosa y portentosa (el equivalente barroco de un preludio) conduce a lo que podría llamarse una fuga "académica" ya que su clímax se aleja de la práctica barroca, muy ruidoso, en el siglo XIX. El final del movimiento, sin embargo, es tranquilo.

### II. Divertimento: Allegro moderado
Este movimiento podría haberse titulado fácilmente Valse. Chaikovski le da al clarinete la tarea de "descubrir" la melodía de apertura. También hay una sección del parloteo de las tres flautas que será utilizada nuevamente para la Danza de los Mirlitons en El cascanueces.

### III. Intermezzo: Andantino semplice
Este movimiento tiene un tono más comedido. Su primer tema es en realidad una "glosación" del tema de la fuga del movimiento de apertura. Se alterna con una melodía amplia y sostenida en una estructura A-B-A-B-A de cinco secciones.

### IV. Marche miniature: Moderato con moto
Escrito para viento de madera superior, con contribuciones muy discretas de los violines, el triángulo y las campanas, la ligereza dulce de esta música le habría permitido encajar fácilmente en El cascanueces.

### V. Scherzo: Allegro con moto
Este fue el primer movimiento que se compuso y fue el motivo de la creación de la suite.

### VI. Gavotte: Allegro
Chaikovski pudo haber optado por modelar este movimiento a partir de una majestuosa danza barroca, pero la música tenía menos que ver con el estilo de J. S. Bach que con su discreto picante, como precursor del movimiento correspondiente en la Sinfonía clásica de Serguéi Prokófiev.

## Instrumentación
Instrumentos de viento de madera
Piccolo
3 flautas
2 oboes
2 clarinetes (si bemol y la)
2 fagotes
Vientos metales
4 cornos franceses en fa
2 trompetas (re y fa)
Percusión
Timbales
Triángulo
Glockenspiel
Instrumentos de cuerda
Violines
Violas
Violonchelos
contrabajos

## Visión general

### Nueva música, viejas formas
En el verano de 1878, Chaikovski, exhausto por trabajar en la Sinfonía n.º 4 el año anterior, decidió que necesitaba un año sabático de la música sinfónica. Sin embargo, al renunciar a la composición de música emocionalmente pesada, no deseaba negar su personalidad tanto como lo hizo al escribir las Variaciones sobre un tema rococó. En cambio, decidió lograr el mismo pulido y aplomo clásicos que había mostrado en las Variaciones rococó dentro de su propio lenguaje compositivo. Si bien la suite podría ser simplemente una selección de extractos de una composición más grande, como lo haría más tarde con su Suite El cascanueces, históricamente había sido una forma independiente en sí misma. Este fue el caso más notable de las suites barrocas que compuso Johann Sebastian Bach para orquesta, teclado y otros instrumentos. Estas suites estaban compuestas principalmente por danzas de la época, como alemandas, courantes, zarabandas y gigas.
Pocas de las composiciones de Chaikovski están tan alejadas de la idea del compositor como confesor musical como lo serían sus suites orquestales, pero se mantendrían totalmente fieles al ideal prerromántico que deseaba alcanzar. Fueron una consecuencia de una tendencia que comenzó en Alemania tras el redescubrimiento de las suites orquestales de Bach, y él valoraba el género por su libertad formal, así como por su fantasía musical sin restricciones. Las suites le darían al compositor rienda suelta a su inclinación por las piezas cortas de género y la orquestación. Johannes Brahms felizmente encontraría una salida similar en sus serenatas, brindándole un medio en el cual componer música orquestal pura más relajada de lo que había sido posible anteriormente en la sinfonía posterior a Beethoven.
La Primera Suite de Chaikovski estaría enraizada en el mundo del divertimento del ballet. Para asegurarse de que la pieza no pareciera demasiado ligera o frívola en tono, el compositor se permitió cierta magnanimidad con la introducción inicial y la fuga. Si bien Chaikovski había escrito previamente secciones extendidas de fugato, había escrito solo una fuga en toda regla en sus composiciones desde que dejó el Conservatorio de San Petersburgo, en sus piezas para piano op. 21. Además, Chaikovski tenía que asegurarse de que, si bien la pieza presentaba una amplia gama de estilos y estados de ánimo, se sumaría a una experiencia coherente y satisfactoria. Esto le causó algunas dificultades ya que la duración de la pieza aumentó hasta convertirse en la misma que la Sinfonía n.º 4 y retrasó su finalización un año.

### Composición
Según una carta de agosto de 1878 a von Meck, Chaikovski originalmente planeó que la suite tuviera cinco movimientos:
1. Introduzione e fuga
2. Scherzo
3. Andante melanconico
4. Intermezzo: Marcha de los Liliputienses
5. Rondo: Danza de los gigantes

El scherzo fue el germen de toda la composición; fue después de aventurarse a escribirlo que "surgió en mi cabeza una serie de piezas orquestales que generarían una Suite a la manera de Lachner." (Franz Lachner fue un compositor muy conocido y prolífico en su época (1803–1890), aunque ahora no se le considera un compositor importante. Su trabajo estuvo influenciado por Ludwig van Beethoven y su amigo Franz Schubert.) Las complicaciones surgieron cuando, una vez en Florencia, Italia y ansioso por continuar la suite, Chaikovski se dio cuenta de que los manuscritos de los tres movimientos que ya había terminado estaban en su equipaje, y el cual no había llegado. Compuso los dos últimos movimientos que había planeado mientras esperaba el equipaje. Los manuscritos no estaban entre el equipaje y nunca se encontraron. Chaikovski completó la suite en abril de 1879.
Para complicar las cosas, en agosto de 1879, después de que P. Jurgenson ya había comenzado a grabar las placas de impresión para la suite, Chaikovski se dio cuenta de que todos los movimientos estaban en métrica duplicada; en otras palabras, dos tiempos por compás. Rápidamente escribió un Divertimento en métrica ternaria, al que llamó minueto pero que en realidad es un vals, para romper esta potencial monotonía métrica. Chaikovski sugirió reemplazar la Marcha con el Divertimento. A Jurgenson le gustó la Marcha y sugirió dejar que la suite se ampliara a seis movimientos. Seis, para Chaikovski, era un movimiento de más. Sugirió que se le pidiera a Serguéi Tanéyev su opinión sobre la Marcha. Si Tanéyev pensaba que valía la pena, entonces Chaikovski quería dejar el Andante y reordenar los movimientos como Introducción y Fuga, Divertimento, Scherzo, Marcha, Gavota. El caso del Andante fue entonces defendido ante el compositor. Cuando Rubinstein dirigió el estreno, el orden de los seis movimientos fue el que finalmente se estableció.

### Recepción
Mantener la Marcha en realidad puede haber sido un movimiento prudente por parte de Jurgenson, uno que el editor pudo haber disfrutado cuando informó sobre el éxito de la Primera Suite en su estreno. Chaikovski había estado en Roma y no pudo asistir. Jurgenson escribió: "El primer movimiento se desarrolló sin fervientes expresiones de deleite. El segundo evidentemente complacido. El Andante agradó mucho, pero la Marcha arrancó aplausos que no cesaron hasta que se repitió. El Scherzo fue muy bien recibido. La Gavota encontró a la audiencia ahora fatigada y deseosa de escapar." El estreno de la suite en San Petersburgo siguió el 6 de abril de 1880. Fue recibido con entusiasmo y la Marcha nuevamente fue el movimiento más exitoso. La Marcha, de hecho, con frecuencia se tocaba por separado debido a su popularidad.
Cuando Claude Debussy trabajaba como tutor de los hijos de Nadezhda von Meck, él y ella tocaban arreglos para piano a cuatro manos de la Sinfonía n.° 4 y la Suite n.° 1, ella le escribió a Chaikovski que "él está extasiado con tu música", y específicamente sobre la Suite n.º 1, "Estaba en un éxtasis total con la fuga, expresándose así: Entre las fugas modernas, nunca he visto algo tan hermoso. Massenet mismo nunca podría hacer algo así."

## Grabaciones seleccionadas
- Antal Doráti dirigiendo la New Philharmonia Orchestra
- Neeme Järvi dirigiendo la Orquesta Sinfónica de Detroit
- Dmitri Mitropoulos dirigiendo la Orquesta Filarmónica de Nueva York (corte de un movimiento)
- Stefan Sanderling dirigiendo la Orquesta Sinfónica Nacional de RTÉ